# MikeOS
MikeOS — 16-разрядная операционная система, написанная на языке ассемблера командой разработчиков во главе с Майком Сандерсом (Mike Saunders), распространяется по лицензии, основанной на BSD. Распространение бесплатное, соответствующие стандартам распространения ПО с открытым исходным текстом. Основное назначение ОС по мысли разработчиков в том, чтобы MikeOS выполняла функции учебного инструмента.

## История
Проект стартовал зимой 2006, а версия 1.0.0 ОС появилась в сентябре 2007. MikeOS не базируется на других операционных системах или иных разработках. Текущей версией системы является версия от 17 января 2010 г. MikeOS 4.1.
Проект развивается в сторону наращивания функциональности, которая бы не нарушала простоту проекта и не приводила бы к серьёзным кардинальным изменениям архитектуры ОС.

## Возможности ОС и общая архитектура
Она являет собой однозадачную ОС с интерфейсом командной строки, работающую в реальном режиме адресации. Поддержки инсталляции на жёсткий диск нет. Как файловая система используется FAT12. В последнюю версию MikeOS встроен интерпретатор Basic. До версии 3.3 не было поддержки программирования ни на одном языке программирования кроме ассемблера NASM, однако в версии 3.3 была добавлена поддержка разработки программ на C/C++. MikeOS не будет превращена в ОС общего назначения, так как по мнению разработчиков это засорит код. Сейчас размер ОС равен 64К, за счет этого разработчики решают проблемы, связанные с сегментацией, а также это дает возможность обращаться к возможностям BIOS для загрузки ОС, не используя внешние загрузчики типа GRUB или LILO. Для упрощения кода разработчики не используют драйверы для работы с клавиатурой и экраном, а используют соответствующие прерывания BIOS.
Эта операционная система поддерживает выполнение com приложений, написанных для DOS, но как это признают сами разработчики эта поддержка крайне ограничена. Есть поддержка соединения с другими машинами через COM порт.
MikeOS имеет собственный API, который дает возможность программисту работать с экраном, строковыми данными, назначать собственные обработчики прерываний и работать с файловой системой.
В целом MikeOS представляет собой бесплатный инструмент обучения по направлению ассемблера и операционных систем, с хорошим набором документации. В нём в частности есть руководство по созданию собственной операционной системы. Эта же группа разработчиков представила и ещё ряд иных ОС.
Сейчас в неё был добавлен интерпретатор BASIC и написана С библиотека для программирования в Linux.
Написана ОС на NASM. Платформы для компиляции: MacOS, Windows, Linux. Системные требования:
1. CD-ROM/Floppy дисковод
2. ЦПУ Pentium-I и выше
3. Монитор и клавиатура
4. спикер